# Självmordsdörr

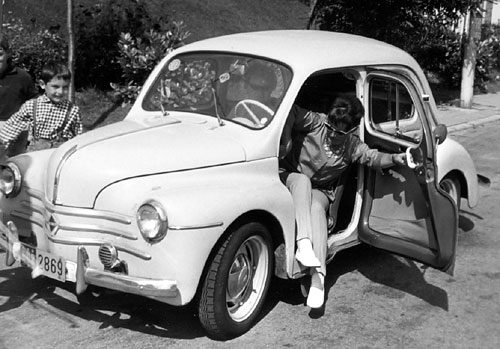
En Renault 4CV med "självmordsdörrar".

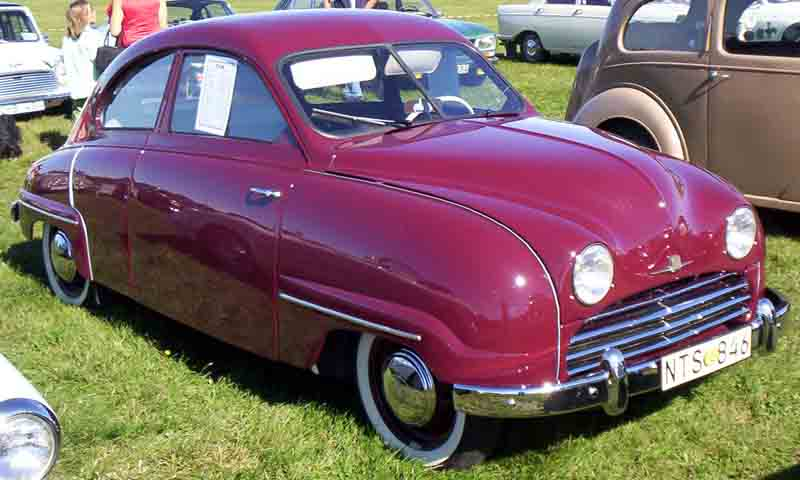
Saab 92B med självmordsdörrar

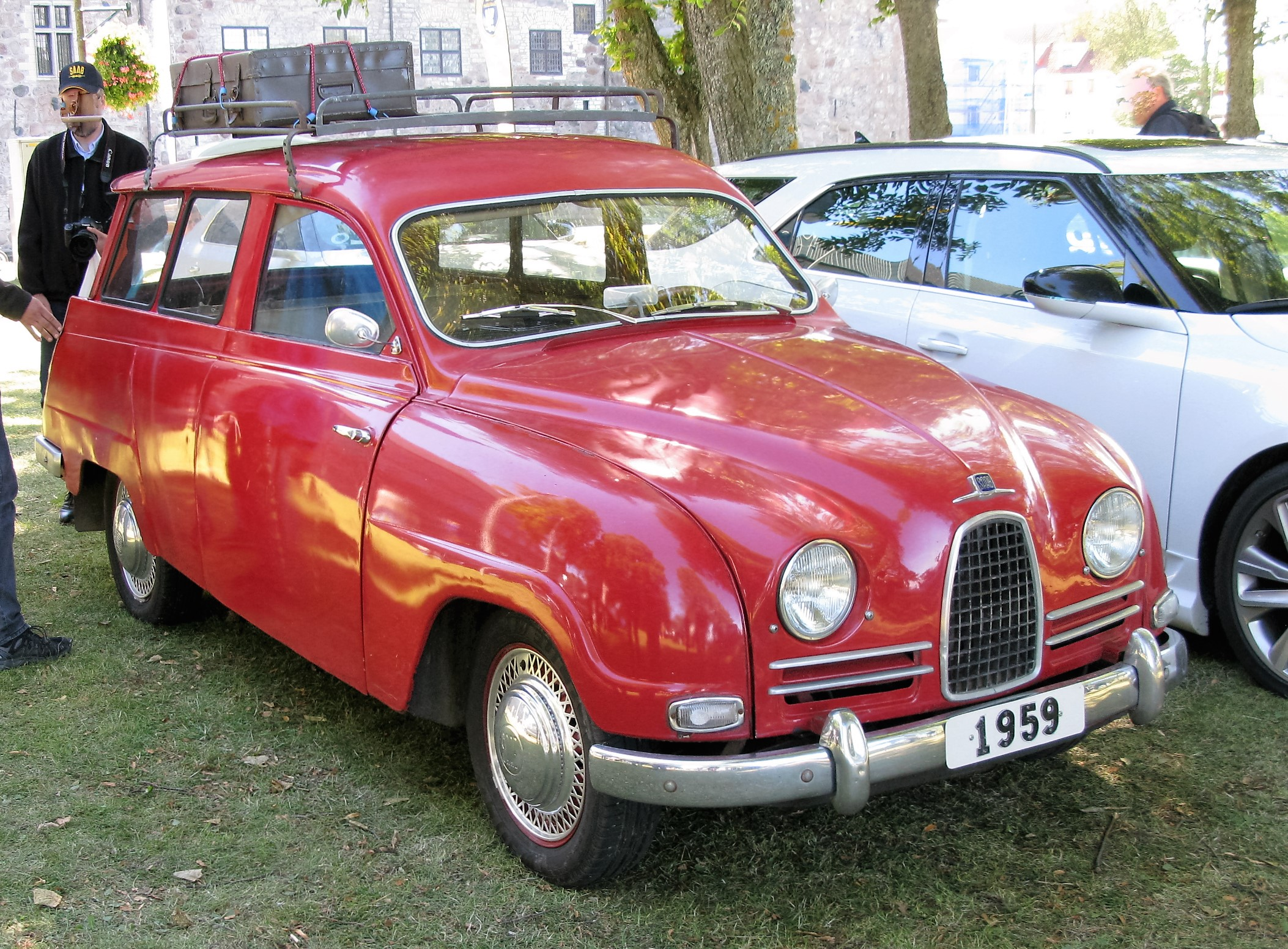
Saab 95 med självmordsdörrar

Självmordsdörrar, flickfångardörrar eller kidnappardörrar, är skämtsamma benämningar på bildörrar med gångjärnen i bakkant. Fördelen med bakhängda dörrar är att bilen blir lättare att stiga in i, samt att gångjärnen var lättare att montera i den raka mittstolpen. Men nackdelen - som överväger - är att dörren blir en livsfara om den öppnas under färd, speciellt förr då säkerhetsbälte inte var standard och man var tvungen att sträcka sig ut för att få kraft nog mot fartvinden att stänga dörren.
Uttrycket flickfångardörrar kommer av att man kunde öppna dörren och köra förbi en flicka varvid hon hamnade i bilen, på engelska har de även kallats kidnapping doors, men kallas vanligen suicide doors.
Idag är denna typ av dörrar ovanliga, framför allt av säkerhetsskäl, men man kan ändå se en viss återintroduktion på exklusivare modeller och en del konceptbilar som till exempel Polestar Precept. I många fall är det bakdörrarna som är upphängda i bakkant, och då måste man vanligen öppna framdörren först för att bakdörren ska gå att öppna. 

## Bilmodeller med självmordsdörrar/kidnappardörrar
- Citroën Traction Avant
- Citroën 2CV (–1964) (framdörrarna)
- Citroën H Van
- Fiat 500 (−1964)
- Fiat 600 (–1964)
- Fiat 1100 (framdörrarna)
- Lincoln Continental (1961–1969) (bakdörrarna)
- Mazda MX-30 (bakdörrarna)
- Mazda RX-8 (bakdörrarna)
- Mini Clubman (bakdörr, högersida)
- Opel Meriva B (bakdörrar)
- Peugeot 203 (framdörrarna)
- Renault 4CV (framdörrarna)
- Rolls-Royce Phantom (2003-) (bakdörrarna)
- Rolls-Royce Wraith (2013)
- Saab 92
- Saab 93 (–1959)
- Saab 95 1959
- Syrena 100-104
- Volvo Concept You (bakdörrarna)
- BMW i3